# Leonora Galigaï

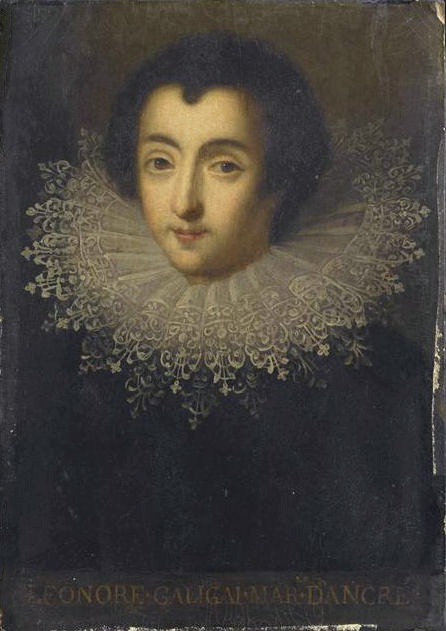
Gemälde der jungen Leonora Galigaï

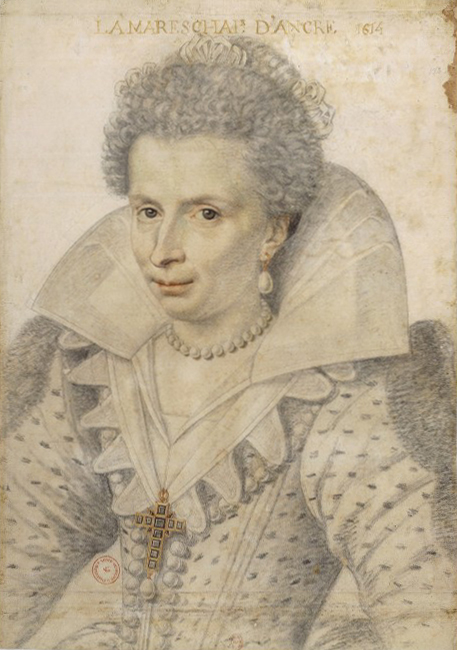
Léonora Galigaï im Alter von etwa 45 Jahren. Daniel Dumonstier zugeschriebene Zeichnung (etwa 1614).

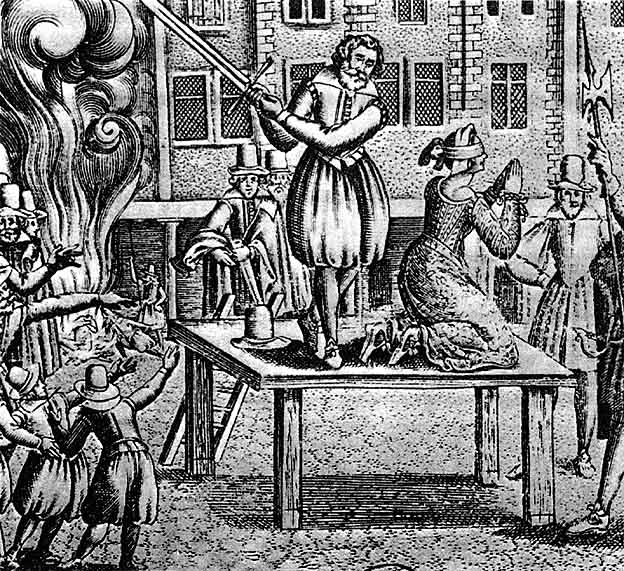
Enthauptung Leonora Galigaïs auf dem Place de Grève; Stich des 17. Jh.

Leonora Galigaï, auch Leonora Dori oder Leonora Dori Galigai (* 19. Mai 1568 in Florenz; † 8. Juli 1617 in Paris) war eine Ziehschwester und Hofdame Maria von Medicis am toskanischen und französischen Hof.

## Leben
Ihr Vater war Zimmermann, ihre Mutter seit der Geburt Maria von Medicis im April 1573 Amme am Hof der Medici. 1588 wurde Leonora von Marias Onkel, dem Großherzog Ferdinand I., zur Kammerzofe seiner Nichte ernannt. In den Diensten Maria von Medicis blieb sie fast dreißig Jahre, und zwar sowohl in deren Zeit als toskanische Prinzessin als auch später, nachdem Maria französische Königin geworden war.
Anfänglich nur Ziehschwester, wurde sie Freundin und Vertraute Maria von Medicis und begleitete sie nach der Hochzeit per procurationem mit dem französischen König Heinrich IV. in ihrem Gefolge nach Paris an den französischen Hof. Leonora trug den Titel einer Gesellschaftsdame und Kammerzofe. 1601 heiratete sie Concino Concini, einen Mann niederen Adels aus Arezzo im Gefolge Marias. Ihr Einfluss und der ihres Mannes auf die Königin wuchs, so dass der König beiden mehrfach mit Verbannung drohte, wenn sie ihr Verhalten nicht änderten. Nach Heinrichs IV. Ermordung, wobei einige Autoren Concini durchaus Mitwisserschaft, wenn nicht Urheberschaft unterstellen, wuchs dessen und Leonoras Einfluss enorm. Er erkaufte sich den Titel eines Marquis von Ancre (Marquis d’Ancre). Später nahm er den Titel eines Generals an und machte sich zum Marschall von Frankreich, nannte sich selbst bevorzugt „Maréchal d’Ancre“. Er avancierte zum mächtigsten Mann Frankreichs während der Regentschaft Maria von Medicis. Seine Frau Leonora wurde von nun an als „Madame Maréchale d’Ancre“ tituliert. Sie übernahm de facto die Regierungsgeschäfte (nominelle Regentschaft durch die Königin) des minderjährigen Sohnes und Nachfolgers Heinrichs IV., des Königs Ludwig XIII., dessen Einfluss und Macht sukzessiv beschnitten wurde. Weiterhin wurden durch beider Einfluss toskanische Gefolgsleute bei der Verleihung von Ehrenämtern und Privilegien bevorzugt, die Macht des französischen Adels dagegen geschwächt. Weil Leonora an Epilepsie litt, interessierte sie sich stark für okkultistische Praktiken und Hexerei, in der Hoffnung, dadurch Linderung oder Heilung ihrer in dieser Zeit unheilbaren Erkrankung zu finden.
Nach der Entmachtung und Ermordung ihres Gemahls (24. April 1617) wurde Leonora Galigaï infolge einer Palastverschwörung gegen den König verhaftet und in die Bastille überführt. Sie konnte auf keinerlei Hilfe hoffen, auch nicht von ihrer mächtigen Freundin, der Königinmutter. Diese stand zu jener Zeit, ihrer früheren Macht beraubt, auf Befehl des Königs im Schloss zu Blois unter Hausarrest. Leonora Galigai wurde der Hexerei und jüdischer Religionsausübung (frz. juiverie) angeklagt und nach kurzem Prozess „der göttlichen wie menschlichen Majestätsbeleidigung“ für schuldig befunden und „zum Tode durch Abtrennen des Hauptes und Verbrennen der Körperteile zur Asche“ auf dem Scheiterhaufen verurteilt. Auf die Frage ihrer Richter, wie ihr die Beeinflussung Maria von Medici gelingen konnte, antwortete sie: „Meine Verführungskunst setzt denjenigen mit starker Seele über die schwachen Geister.“ („Mon charme fut celui des âmes fortes sur les esprits faibles“). Am 8. Juli wurde das Urteil auf der Place de Grève (heute Place de l’Hôtel-de-Ville) in Paris unter großem Menschenauflauf vollstreckt. Sie soll ihrem Tod mit Würde entgegengegangen sein.

## Die Marschallin d’Ancre in der Literatur
Voltaire erinnert an die Verbrennung der Marschallin d’Ancre, die ein ebenso erstaunliches wie unvergessliches Mahnmal für den Aberglauben darstelle, der vor der Aufklärung die Politik Frankreichs bestimmt und weitere unbescholtene Menschen, wie Urbain Grandier, ins Verderben gerissen habe.